# Міжнародна Асоціація студентів політичної науки
| Логотип Асоціації |                                             |        |           |
| Абревіатура       | IAPSS                                       |        |           |
| Формування        | 1998                                        |        |           |
| Тип               | Міжнародна Асоціація Студентів              |        |           |
| Правовий статус   | Асоціація                                   |        |           |
| Призначення       | Освітня / Академічна                        |        |           |
| Штаб квартира     | Неймеген                                    | Регіон | Всесвітня |
| Членство          | Асоціація студентів/ Індивідуальне членство |        |           |
| Офіційні мови     | Англійська                                  |        |           |
| Президент         | Катерина Дишкантюк                          |        |           |
| Керівний орган    | Генеральна Асамблея                         |        |           |
| Сайт              | iapss.org                                   |        |           |

'Міжнародна асоціація студентів політичної науки (IAPSS)  є міжнародною асоціацією студентів політичної науки та студентів, які зацікавлені у питаннях політичної науки. Асоціація є політично незалежною, некомерційною та студентської. Вона виконує програми та надає послуги по всьому світу, прагне мати глобальний вплив на сферу міжнародної політичної науки. 
IAPSS позиціонується як центральна організації для місцевих, регіональних, національних асоціацій студентів політичної науки, так і для окремих членів. Вона проводить ряд міжнародних конференцій політичної науки, навчальні поїздки та літню школу щорічно, які спеціально спрямовані на забезпечення розвитку знань студентів політичної науки та їх наукових досліджень і публікацій. Politikon - власний журнал IAPSS та інтернет-блог A different View публікують студентські роботи на регулярній основі.
Півдюжини офіційних делегацій IAPSS направляються на основні конвенції політичної науки та з'їзди щорічно. Академічні панелі на конференціях IAPSS призначені виключно для презентації науково-дослідних проектів студентів політичної науки, випускників та аспірантів. Учасники отримують всеосяжну колекцію онлайн можливостей, пов'язаних зі сферою політології, двічі на місяць. Центр онлайн кар'єри надає одну з найбільших колекцій політологічних даних, інформацію і вебсайти, а також введення в саму дисципліну.

## Історія
Ідея постійної міжнародної мережі студентів політичної науки вперше обговорювалася в 1996 році, коли студенти з Лейденського університету відвідали колег у Римі. Перша Генеральна Асамблея IAPSS була проведена в Лейдені, Нідерланди, в 1998 році, де і була заснована Асоціація та юридично зареєстрована.
Протягом наступних років, IAPSS перетворилася з мережі організацій в інституційно-оформлений керівний орган. У 2003 році була створена штаб-квартира Асоціації в Словенії, Любляна. У 2004 році почав свою роботу перший щорічний "Виконавчий комітет", що гарантувало координацію програм і послуг на усіх рівнях безпосередньо зі столиці Словенії. До 2005 року введення нового об'єднання в Словенії було завершене, що ґрунтувалось на основі попереднього голландського тіла. Через внутрішні заходи централізації і її близькості до столиці ЄС Брюсселю IAPSS перемістила свою штаб-квартиру в Неймеген, Нідерланди, 1 травня 2013 року. На підставі рішення, прийнятого 16-ю Генеральною Асамблеєю 2013 року в Римі, Італія, реалізації всіх програм портфеля буде координуватися з нової постійної штаб-квартири IAPSS, розташованої на базі університету Неймегена. Переселення штаб-квартири супроводжувалося повним переглядом статуту і внутрішніх документів Асоціації.
У 2013 році, IAPSS охопив понад 80 політологічних студентських асоціацій і більш ніж 15 000 студентів з більш ніж 60 різних країн Європи, Азії та Латинської Америки, Північної Америки та Африки. Вона підтримує активні відносини з іншими великими об'єднаннями політичної науки, в тому числі Міжнародної асоціації політичних наук (IPSA), Асоціацією міжнародних досліджень (ISA), Американською асоціацією політичних наук (APSA) і Європейським консорціумом політичних досліджень (ECPR), а також з низкою студентських асоціацій по всьому світу, такими як Асоціація des Etats Généraux Des Etudiants De L'Europe (AEGEE) і Молодою Трансатлантичною ініціативою (YTI).

## Структура
IAPSS підтримує систему багаторівневого членства, включаючи асоціації і звичайних індивідуальних членів (обидва з правом голосу), а також почесні члени та випускники. Щорічно проходять вибори різних керівних органів:
- Генеральна Асамблея: складається з усіх асоціацій та індивідуальних членів, а також почесних членів та випускників (два останніх без права голосу). Вона приймає рішення про керівні принципи та щорічну структуру Асоціації, обирає інші органи і приймає рішення про зміни у статуті, річному бюджеті, а також вислуховує пропозиції від членів і приймає резолюції.
- Виконавчий комітет складається з семи членів, принаймні, трьох різних національностей (президент, генеральний секретар, скарбник і 4 постійні члени ради). Є виконавчим органом Асоціації, виконує щорічний порядок денний і портфель IAPSS, включаючи ряд великомасштабних конференцій, публікацій, делегацій та інших послуг членства. Виконавчий комітет відповідає за реалізацію всіх резолюцій та рішень, прийнятих Генеральною Асамблеєю;
- Комітет з нагляду складається з трьох членів різних національностей, контролює роботу Виконкому та огляди фінансового управління Асоціації;
- Редакційна рада: складається з багатонаціональної команди редакторів. Публікує POLITIKON і A Different View на щоквартальній і щомісячній основі відповідно від імені Асоціації.

## Події

### Щорічна конференція та Генеральна асамблея
Щорічна конференція та Генеральна асамблея (AC / GA) є головною подією асоціацією і проводиться щорічно. Вона організовується одним з членів Асоціації, що обирається самою GA.
AC / GA розділене на дві частини: щорічна конференція, що складається з панелей, семінарів, лекції та дискусії, по конкретній темі політичної науки, обраної членом асоціації, яка організовує AC / GA та другої частини,де обговорюються і стверджуються керівні принципи і обираються органи IAPSS на наступну легіслатуру . Подія зазвичай відбувається в столиці країни або у великому місті і не менше 5-6 днів.

### Наукова конференція
Крім AC / GA, IAPSS організовує ряд міжнародних конференцій протягом року з питань політичної науки. Вона організована одним з членів Асоціації, і фокусується виключно на вивченні обраної теми політичної науки, розвитку студентських науково-дослідних проектів і входах громадянські і політичні акторів на арену політичної науки.

### Наукові ознайомчі поїздки
IAPSS організовує різні екскурсії політичні науки містять різноманітні візити, зустрічі з ключовими політиками, журналістами, представниками бізнесу. Залежно від обраної теми, екскурсії тривають від 3 до 10 днів і проводиться в конкретному місті чи регіоні. 

## Політологічні журнали та огляди IAPSS

### POLITIKON
Є основним академічним оглядом Асоціації. Заснований у 2001 році, він виходить раз на квартал, з короткою дворічної перерви з 2009 по 2011, у зв'язку з всеосяжний процес перевизначення.
Politikon публікує статті студентів та аспірантів з усього світу. Експертну оцінку та нагляд здійснюється вченими-експертами з різних країн світу. Тези з Politikon включені в Міжнародну Асоціацію політичної науки (IPSA) Щорічні Міжнародні Тези політичної науки. 

### Інший погляд
Інший погляд (A different View) - блог Асоціації з критичним підходом Заснована в 2005 році як щомісячний журнал онлайн, ADV розглядається широке коло питань, включаючи політичні, соціальні, культурні, економічні справи. Це дає студентам і аспірантам з різних країн світу можливість пролити світло на питання, які актуальні для їх країн шляхом публікації у блозі.

### Журнали в плануванні
До кінця 2013 року, IAPSS випустить свій перший журнал з питань політичної науки, спеціально призначений для Латинської Америки , який буде опублікований іспанською мовою. Третій журнал, надзвичайно зосереджуємося на заохоченні наукової роботи аспірантів, в майбутньому збагатить та укомплектує портфель публікацій IASSP.

## Виконавчий комітет
Асоціація перебуває у керуванні Виконавчого комітету (Виконком) принаймні трьох національностей. Члени Виконавчого Комітету координують відповідні відомства і несуть відповідальність за виконання загальних організаційних рішень, прийнятих Генеральною Асамблеєю IAPSS. З 1999 по 2004 року Голова Асоціації був відповідальний за організацію щорічної наукової конференції та Генеральної Асамблеї (ACGA) і служив також Президентом Асоціації. З 1 жовтня 2004 ці позиції були відокремлені, і Виконавчий комітет IAPSS (Виконком), був створений як постійна рада і керує ним президент, який обирається щорічно.
Виконавчому комітету також допомагає велика кількість відомчих координаторів, які підтримують Раду з точки зору організаційної діяльності. У цілому 55 осіб, що беруть участь у наданні послуг членам IAPSS, подій і публікацій. 

### Виконавчий комітет 2013-2014
Чинний виконавчий комітет був обраний у Римі під час 16-ї Генеральної Асамблеї (ГА) у березні 2013 року.